# Kultur-Birne
|  | Dieser Artikel wurde aufgrund von formalen oder inhaltlichen Mängeln in der Qualitätssicherung Biologie zur Verbesserung eingetragen. Dies geschieht, um die Qualität der Biologie-Artikel auf ein akzeptables Niveau zu bringen. Bitte hilf mit, diesen Artikel zu verbessern! Artikel, die nicht signifikant verbessert werden, können gegebenenfalls gelöscht werden. Lies dazu auch die näheren Informationen in den Mindestanforderungen an Biologie-Artikel. |

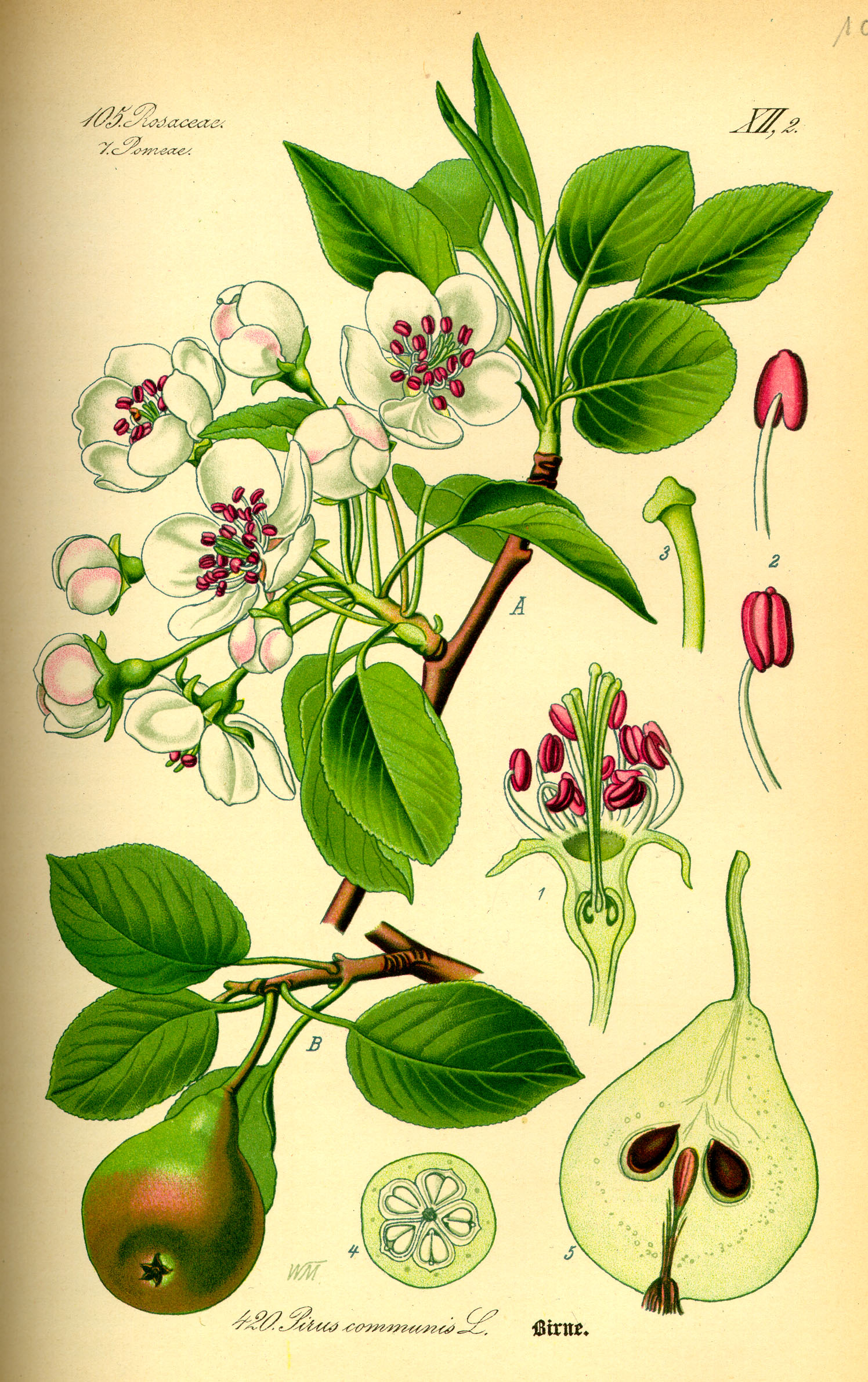
Illustration

Die Kultur-Birne (Pyrus communis), genannt auch Birnbaum, ist eine Pflanzenart, die zu den Kernobstgewächsen (Pyrinae) aus der Familie der Rosengewächse (Rosaceae) gehört. Sie ist eine alte Kulturpflanze und wird in zahlreichen Sorten als Obstbaum kultiviert. Ihre Frucht wird als Birne bezeichnet.

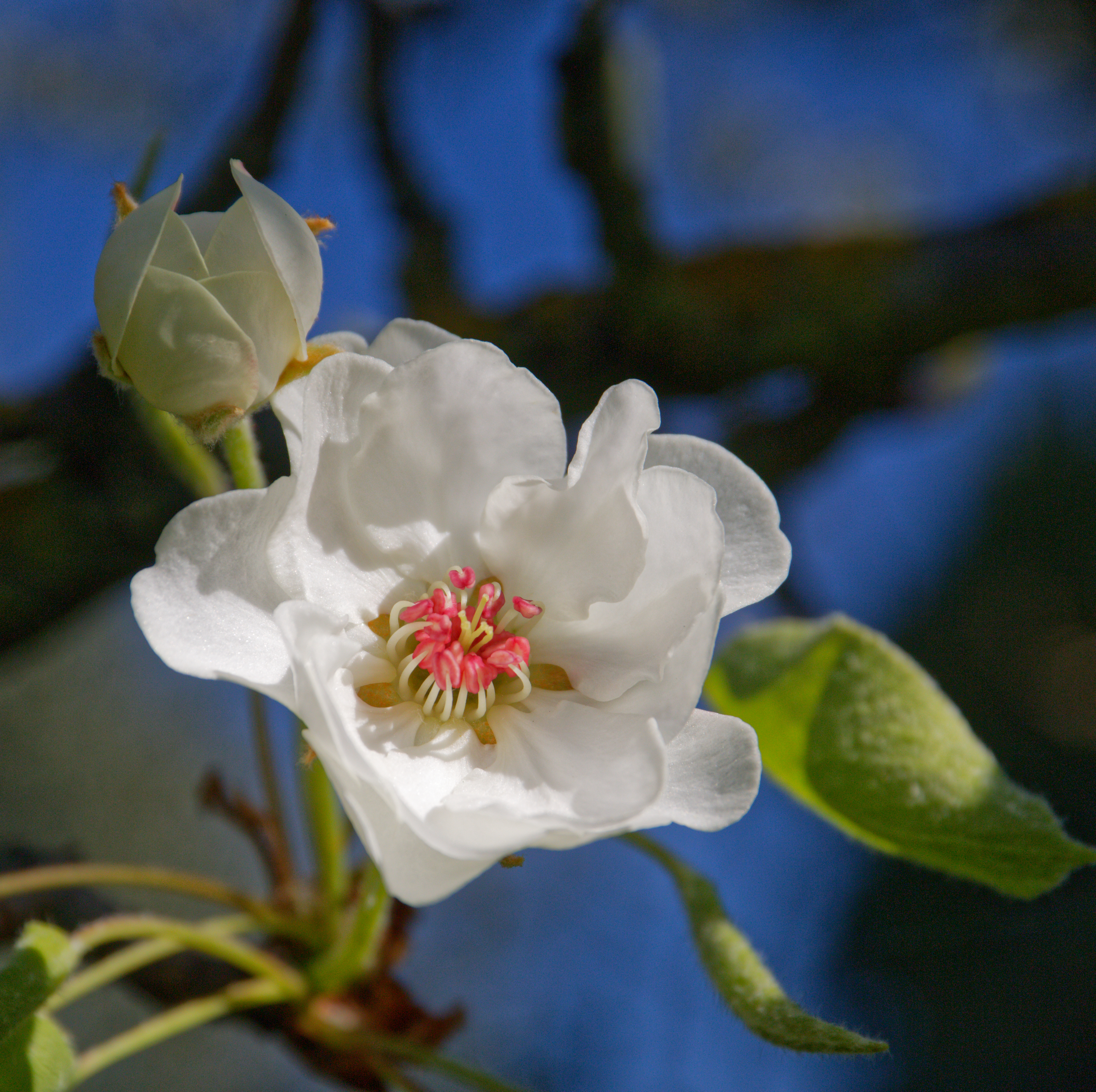
Jüngere Blüte mit noch eingebogenen Staubblättern

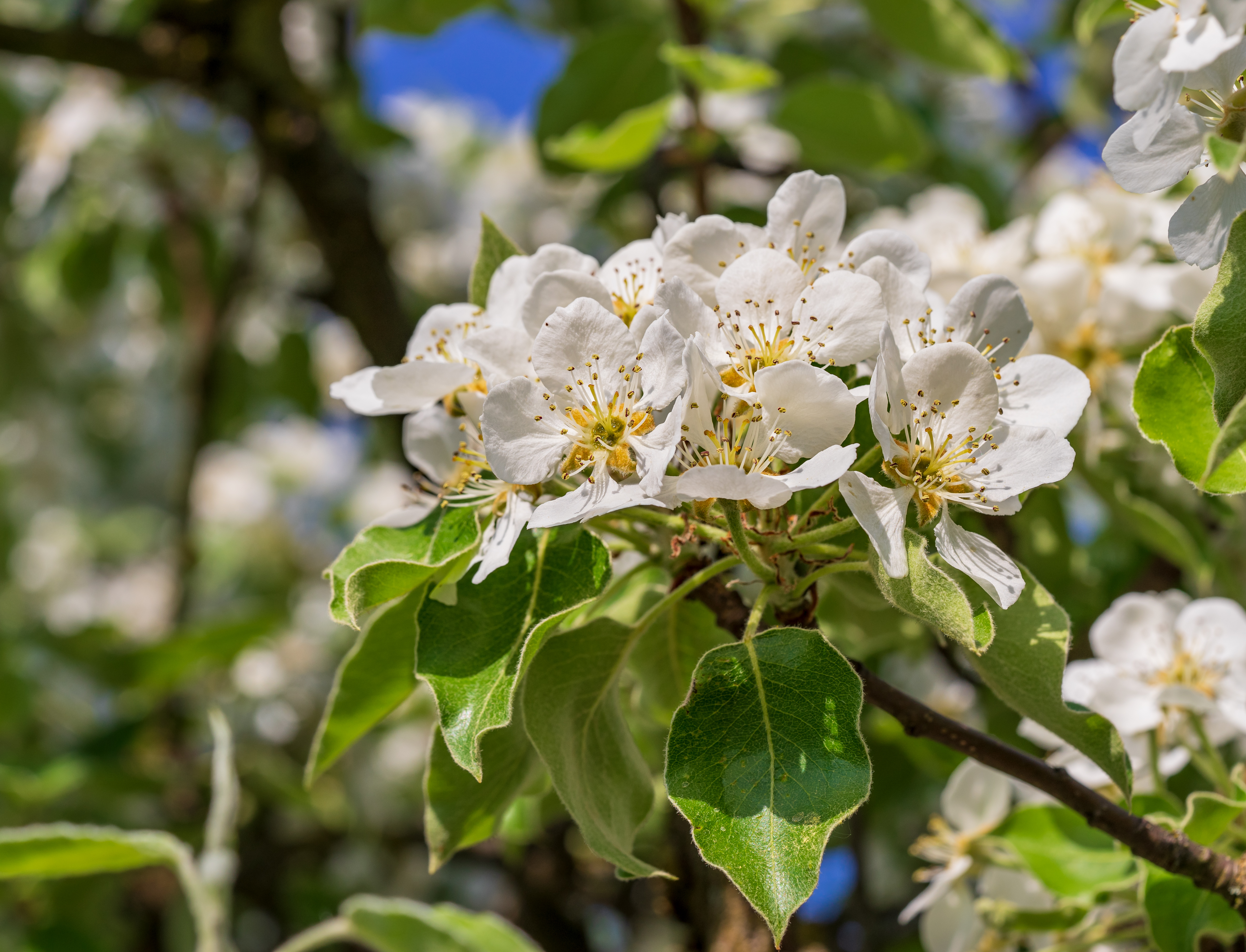
Blütenstand mit älteren Blüten

## Beschreibung

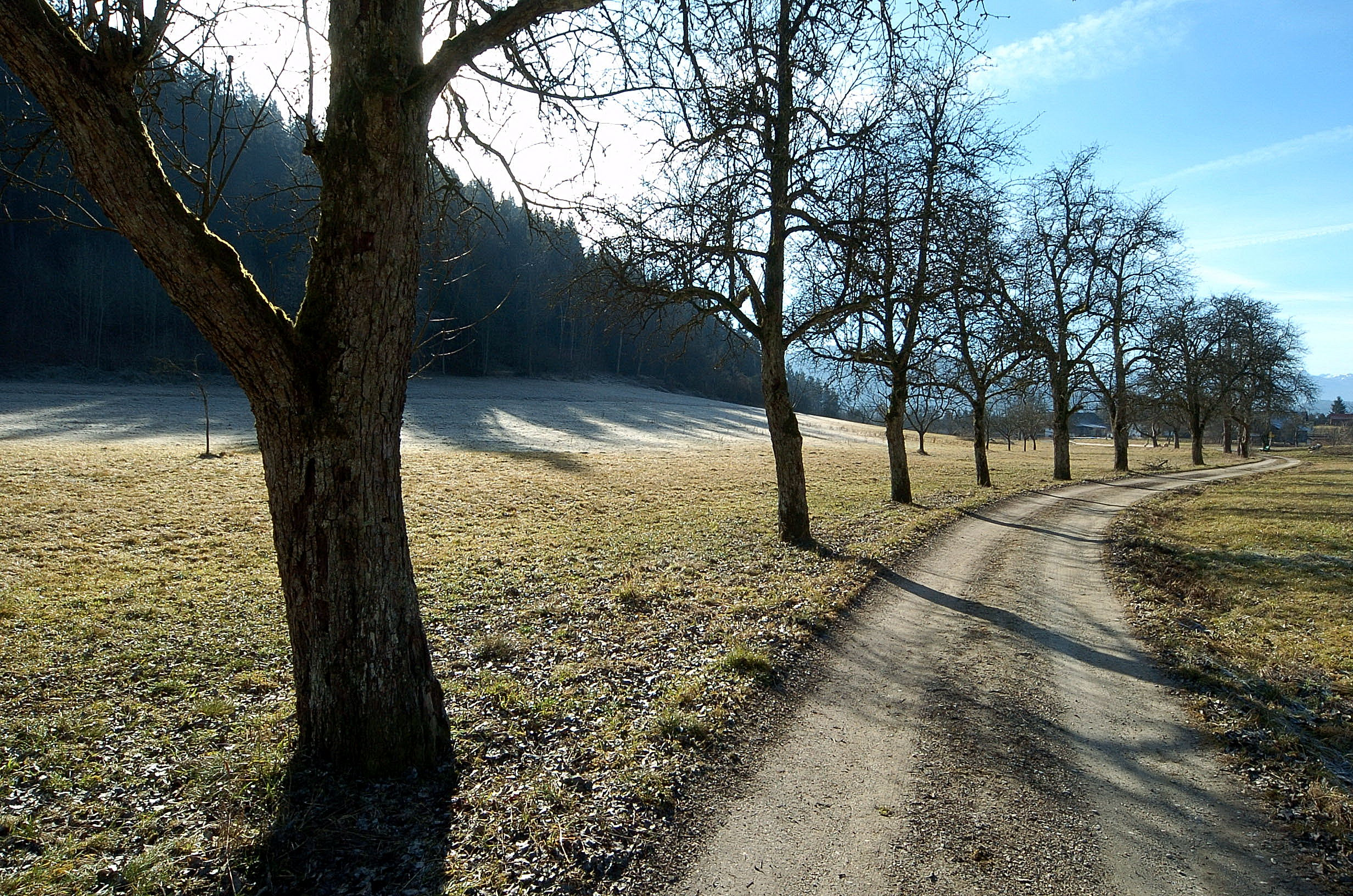
Als Allee gepflanzte Birnbäume mit typischer Kronenausbildung

Der sommergrüne Baum zeigt sich je nach Unterlage, Sorte und Schnitt in sehr unterschiedlichen Wuchsformen und erreicht Wuchshöhen zwischen 3 und über 20 Metern, selten bis zu 30 Metern. Klassische Birnbäume zeigen steile, ei- bis birnenförmige Kronen mit ausgeprägter Stammverlängerung. Der Stammdurchmesser erreicht über 0,9 Meter, selten bis über 1,5 Meter. Die Borke ist dunkel graubraun und reißt in großen Schuppen oder Felder auf. Die Rinde der Zweige ist anfangs glänzend braun und später graubraun sowie kahl bis mehr oder weniger behaart. Sie können je nach Sorte bedornt oder unbedornt sein.
Veredelte Birnbäume werden durchschnittlich ungefähr 70 Jahre alt, Mostbirnbäume zum Teil aber auch 200 Jahre. Birnenstandorte sollten über tiefgründige, nährstoffreiche Böden mit guter, von Staunässe freier Wasserversorgung und ein eher trocken-warmes Klima verfügen.

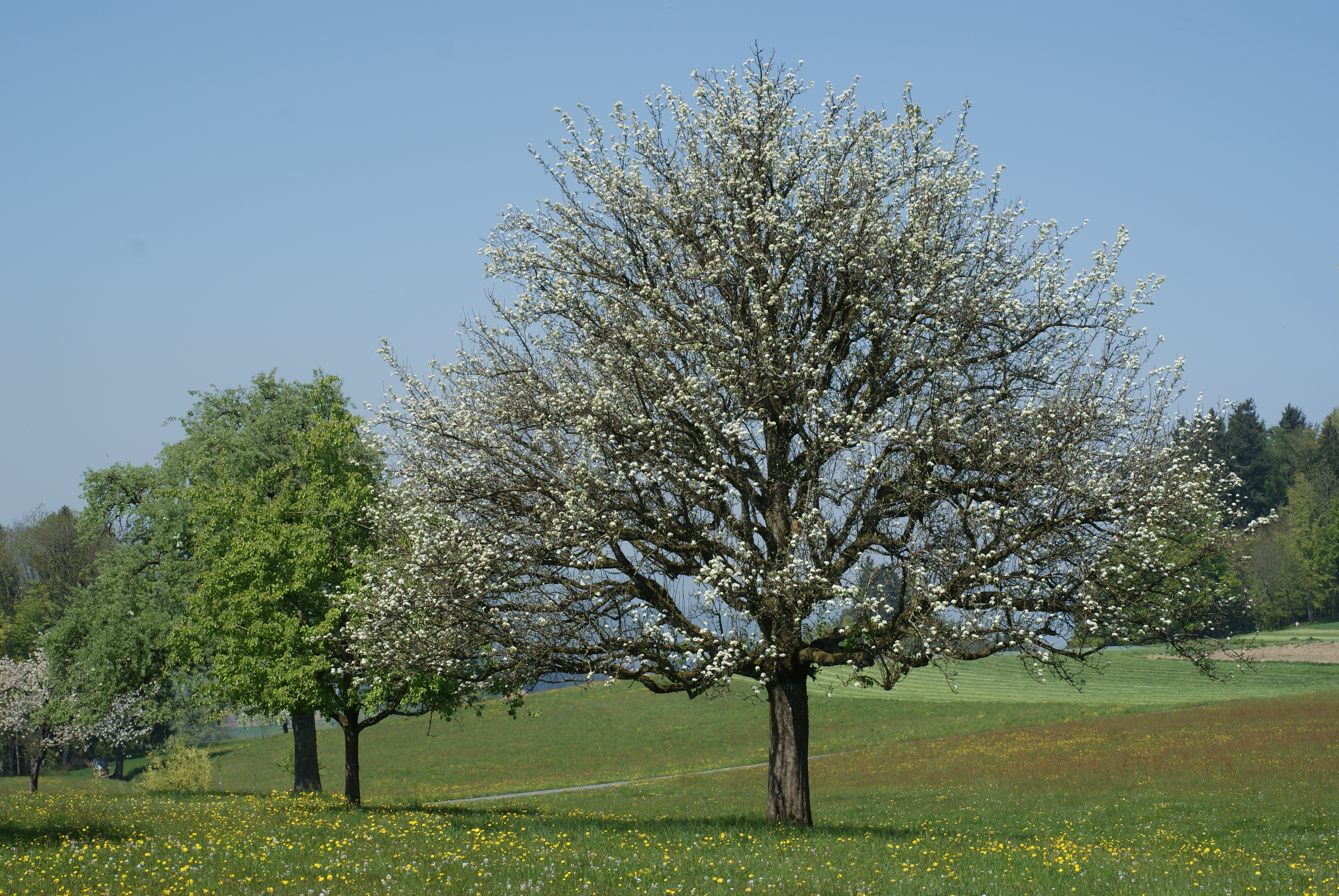
Blühender Hochstamm-Birnbaum

### Blätter
Die gestielten, eiförmigen bis elliptischen oder rundlichen Laubblätter werden zwischen 5 und 8 Zentimeter lang und 4,5 bis 5,5 Zentimeter breit. Sie sind wechselständig angeordnet und meist zwischen 4 und 8 Zentimeter lang gestielt. Der Blattstiel ist mehr oder weniger behaart bis kahl. Die Blätter sind spitz oder bespitzt bis zugespitzt, manchmal leicht herzförmig. Der Blattrand ist fein gesägt oder gekerbt, wobei die untere Blatthälfte oft ganzrandig ist, seltener fast ganz. Die ledrigen Blätter sind anfangs behaart und werden später meist kahl. Ihre Farbe ist glänzend dunkelgrün. Im Herbst nehmen sie eine gelbe bis orangerote Farbe an. Die Nebenblätter sind abfallend.

### Blüte und Frucht

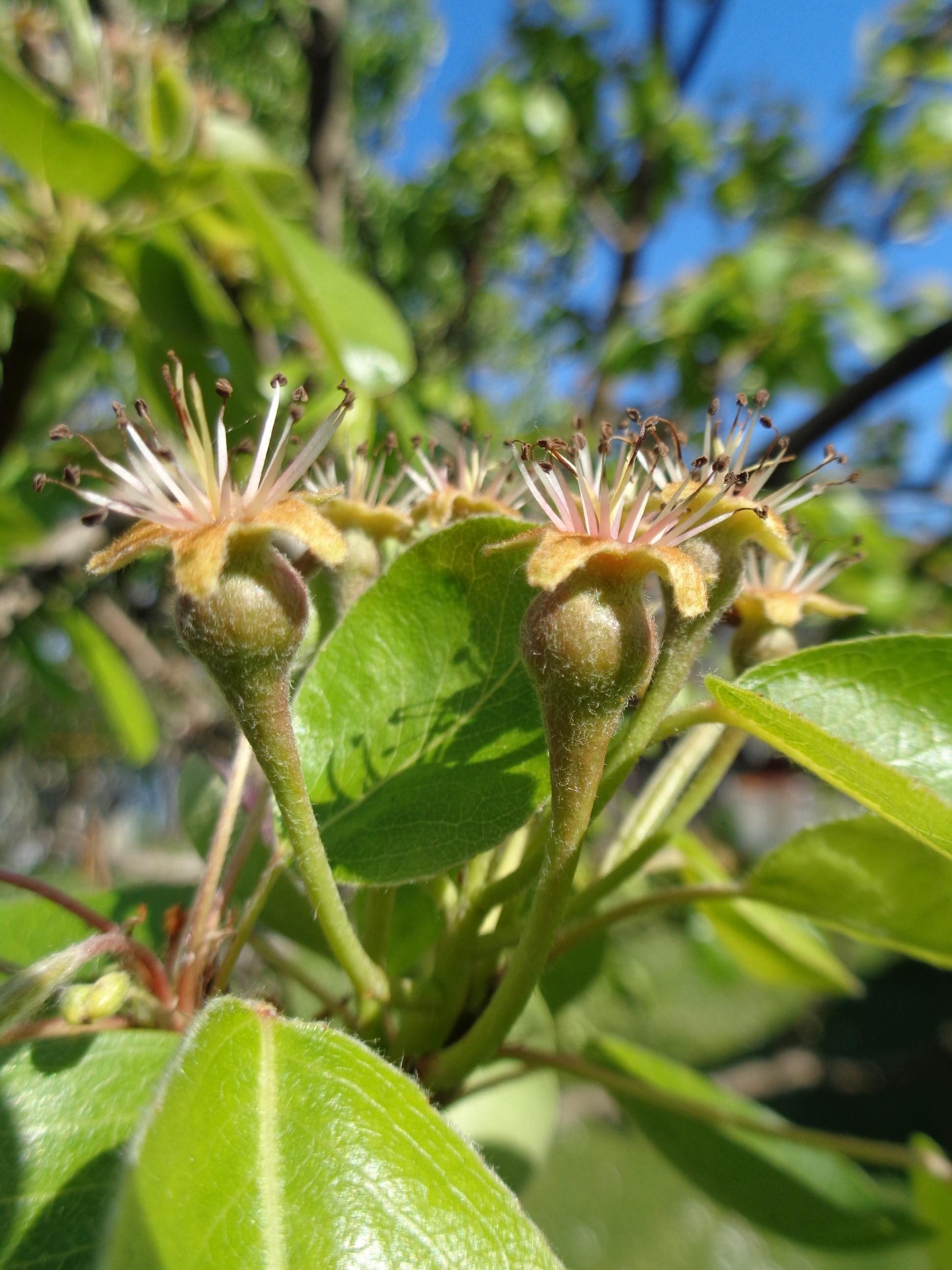
Sehr junge Früchte

Pyrus communis ist vorweiblich protogyn. Die stark riechenden Blüten stehen in wenigblütigen, doldentraubigen Blütenständen zusammen. Die gestielten, zwittrigen, radiärsymmetrischen und fünfzähligen Blüten weisen einen Durchmesser von 2 bis 3 Zentimeter auf. Die Blütenstiele sind behaart bis kahl. Es ist ein kahler bis behaarter Blütenbecher vorhanden. Der Kelch ist meist beidseits filzig behaart. Die fünf meist weißen und kurz genagelten Kronblätter werden etwa 2 bis 5 Zentimeter lang. Die Staubbeutel der bis zu 30 relativ kurzen Staubblätter sind meist rot. Der fünfkammerige Fruchtknoten ist unterständig mit meist fünf freien, an der Basis behaarten Griffeln. Die Staubblätter sind anfangs nach innen gekrümmt und biegen sich dann nach außen, die anfangs genäherten Griffel spreizen sich später auseinander. Es sind jeweils Nektarien vorhanden. Blütezeit ist je nach Sorte April und Mai. Die Blüten werden durch Insekten bestäubt und sind selten selbstfertil.
Die Früchte sind zwischen Juli und Oktober pflückreif. Die essbare Apfelfrucht, mit typischer Birnenform, wird zwischen 5 und 16 Zentimeter lang und 4 bis 12 Zentimeter breit. Sie sind saftig und süß. Die Samen sind etwa eiförmig und abgeflacht.
Man unterscheidet die Birnensorten in Hinblick auf die beste Nutzungsmöglichkeit ihrer Früchte in Tafel-, Koch- oder Mostsorten.

### Rinde
Die hell- bis schwarzgraue Rinde bildet eine sogenannte Würfelborke, da sie scharfe Quer- und Längsrisse aufweist und sie in würfelförmige Felder unterteilt. Diese Beschaffenheit macht den Birnbaum auch im Winter leicht kenntlich.

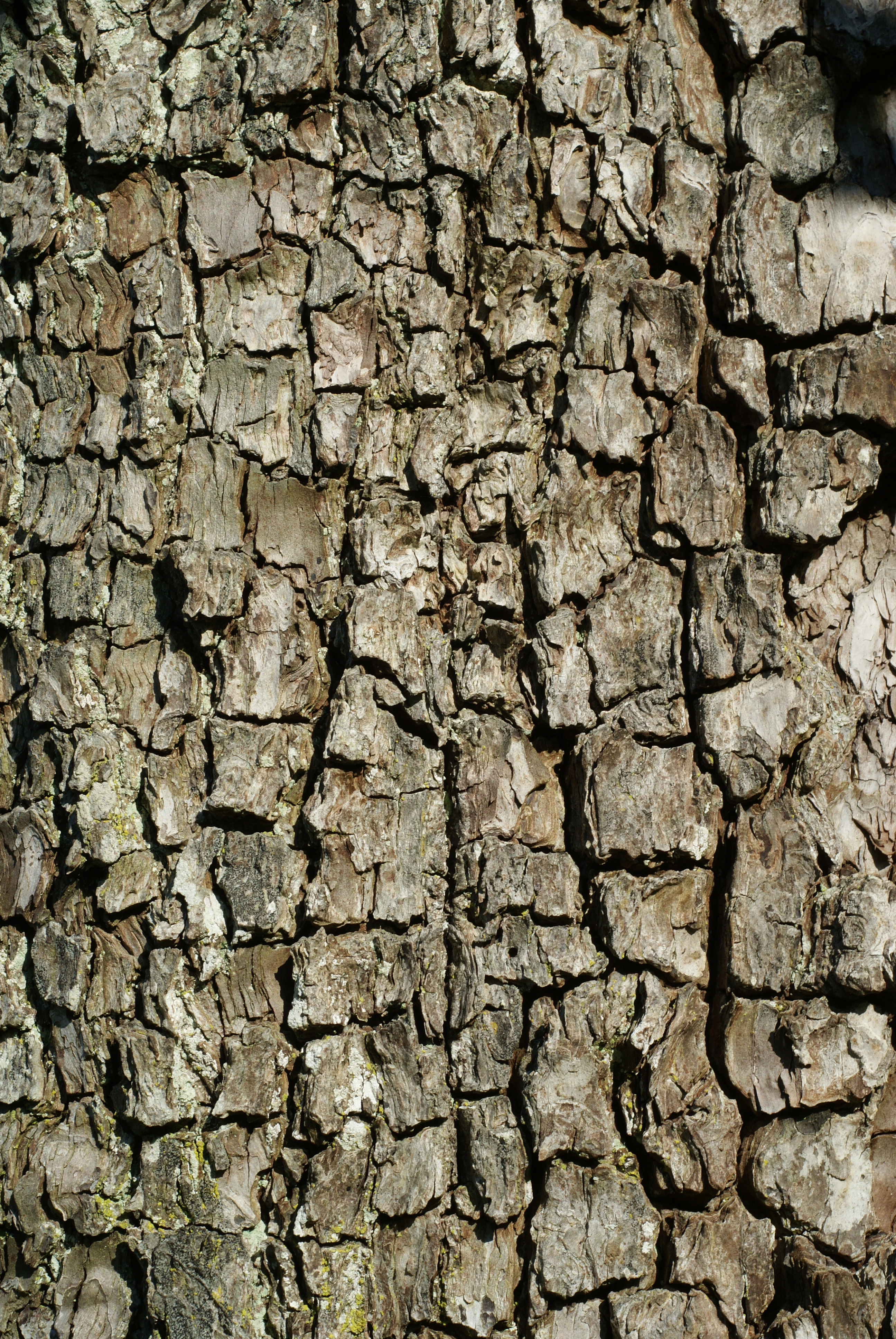
Borke eines Hochstamm-Birnbaums

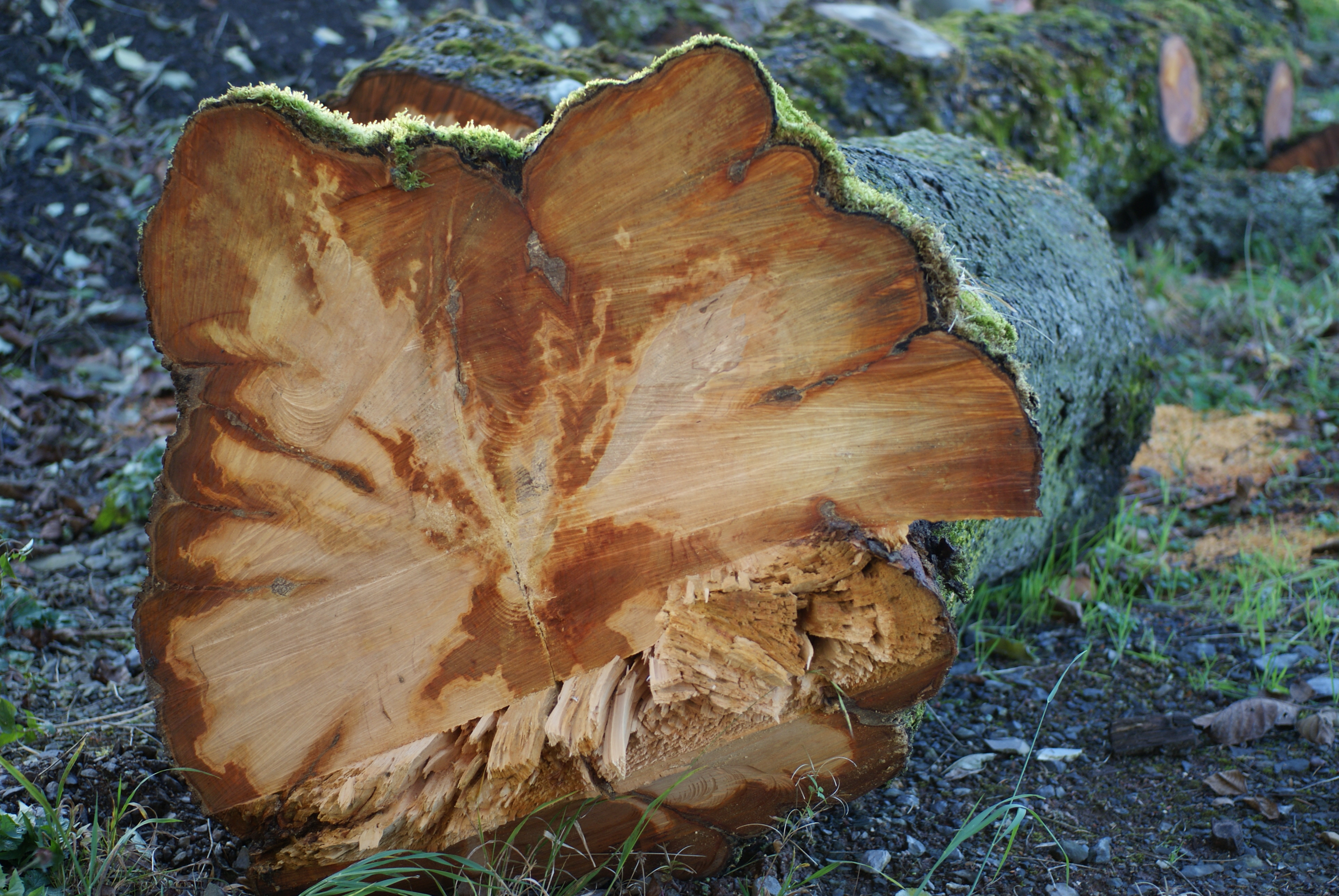
Stammquerschnitt eines Hochstamm-Birnbaums

### Chromosomenzahl
Die Chromosomenzahl beträgt 2n = 34, 51 oder 68.

## Ökologie
Die Kultur-Birne ist ein winterkahler Laubbaum. Die herbstliche Braunfärbung ihrer Blätter entsteht durch Oxidation von Hydrochinon zu Chinon. Die Art bildet eine tiefreichende Pfahlwurzel mit VA-Mykorrhiza aus.
Die Blüten sind vorweibliche, nektarführende Scheibenblumen. Bei Öffnung der Blüten sind die Narben bereits empfängnisfähig. Die Blüten riechen für die einen unangenehm nach Trimethylamin, ähnlich wie Heringslake. Das Narbengewebe duftet anders und stärker als die Kronblätter. Die Blüten sind selbststeril. Bestäuber sind Honigbienen, die besonders den Pollen sammeln, Käfer, Zweiflügler usw. Blütezeit ist je nach Sorte April und Mai.
Die Früchte sind Apfelfrüchte; ihr Fruchtfleisch hat grießkornartige Gruppen von Steinzellen. Es erfolgt Verdauungs- und Speicherausbreitung durch Vögel, Säugetiere und den Menschen. Bei einigen Kultursorten entwickeln sich Früchte auch ohne heranreifende Samen; man nennt dies Jungfernfrüchtigkeit oder Parthenokarpie.
Vegetative Vermehrung erfolgt durch Wurzelsprosse.
Zur Veredelung werden Kultur-Birnen in unseren Breiten meist auf Quittenunterlagen, Cydonia oblonga, gepfropft, wobei die Quitte bestimmte Eigenschaften überträgt, wie z. B. ein intensiveres Aroma der Früchte.

## Inhaltsstoffe der Früchte
Birnen bestehen zu 83 % aus Wasser und enthalten etwa 10 % Kohlenhydrate (darunter Pektine), 3 % Ballaststoffe, Eiweiß, Fett, Mineralstoffe, Vitamine und Fruchtsäuren.
| Kalium | Calcium | Magnesium | Vitamin C |
| ------ | ------- | --------- | --------- |
| 6 %    | 1 %     | 2 %       | 7 %       |

Quelle: EU-Nährwertkennzeichnungsrichtlinie (EU NWKRL 90/496/EWG)

## Geschichte
Es handelt sich bei der Kultur-Birne, wie ihre Frucht kurz auch Birne (lateinisch im Mittelalter auch Pira) genannt, um eine alte, hybridogene Kulturpflanze, die aus mehreren in Europa und Westasien verbreiteten Wildarten entstand, wahrscheinlich zur Hauptsache aus Pyrus syriaca (Südwestasien), Pyrus pyraster (Mitteleuropa) und Pyrus nivalis (südmediterran). Ursprünglich wurde sie in Vorderasien erstmals kultiviert und gelangte früh nach Mitteleuropa, wo sie für die Jungsteinzeit im Gebiet um den Bodensee belegt ist. In Griechenland wird sie seit etwa 1000 v. Chr. angebaut, die Römer übernahmen die Kultur. Nach Ende der Römerzeit ging der Anbau zurück, sie wurde aber ab 600 n. Chr. von Klöstern und Adeligen wieder vermehrt angebaut. Ab etwa 1750 begann ein goldenes Jahrhundert für die Kulturbirne und es entstanden zahlreiche neue Sorten.
Die Erstveröffentlichung des Namens Pyrus communis erfolgte 1753 durch Carl von Linné in Species Plantarum, Seite 479.

## Sorten (Auswahl)
- 'Alexander Lucas'
- Bollweiler Birne
- 'Conference'
- 'Forellenbirne'
- 'Frühe von Trévoux'
- 'Gellerts Butterbirne'
- 'Großer französischer Katzenkopf'
- 'Gute Luise'
- 'Dr. Jules Guyot', benannt nach Jules Guyot
- 'Karcherbirne'
- Knausbirne
- 'Köstliche aus Charneux'
- Mollebusch
- 'Mostbirne'
- 'Packhams'
- 'Palmischbirne'
- 'Schweizer Wasserbirne'
- 'Williams Christ'

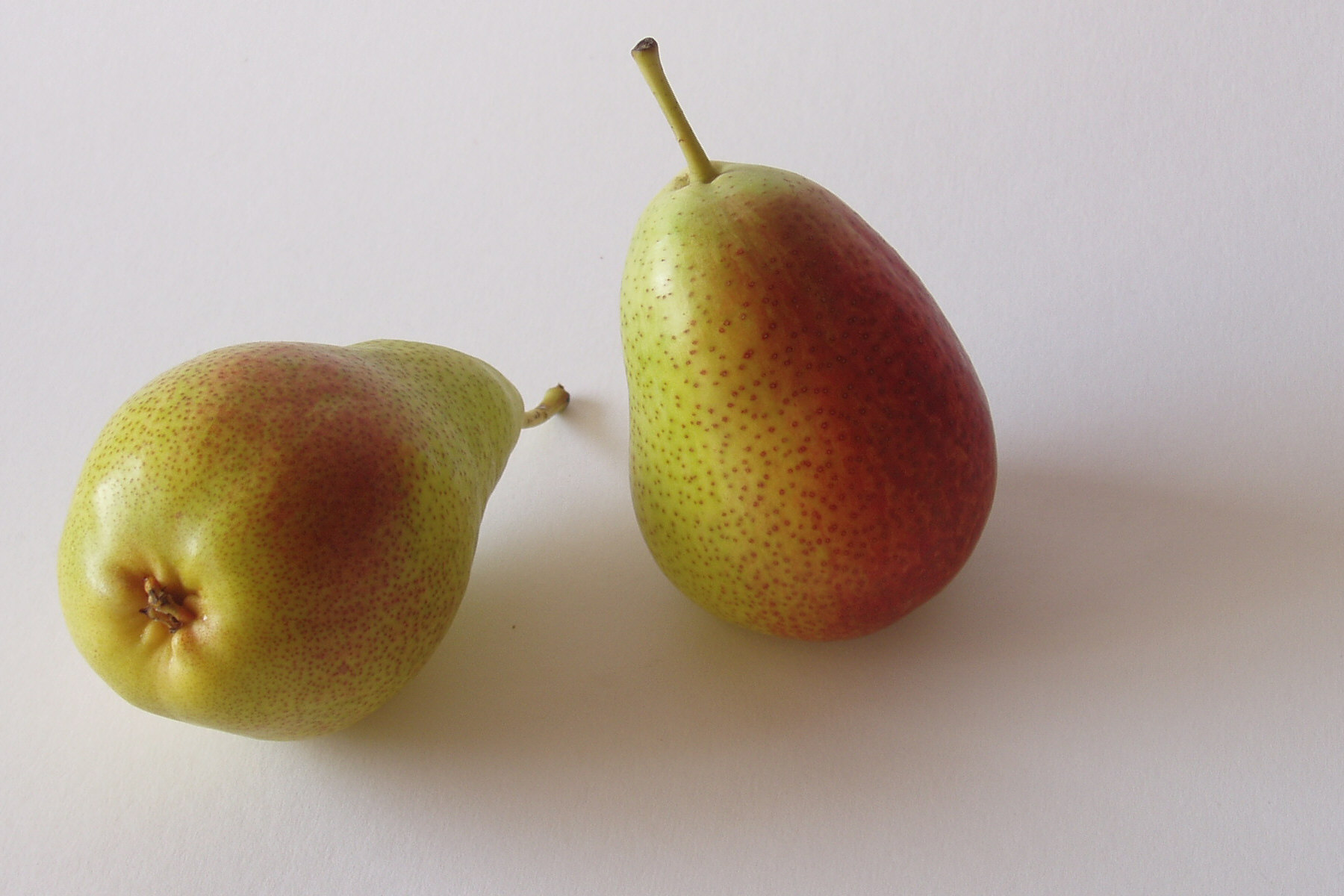
Sorte 'Forellenbirne'
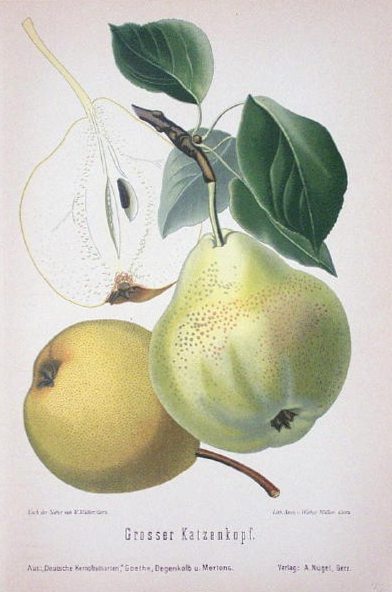
Sorte 'Grosser Katzenkopf'
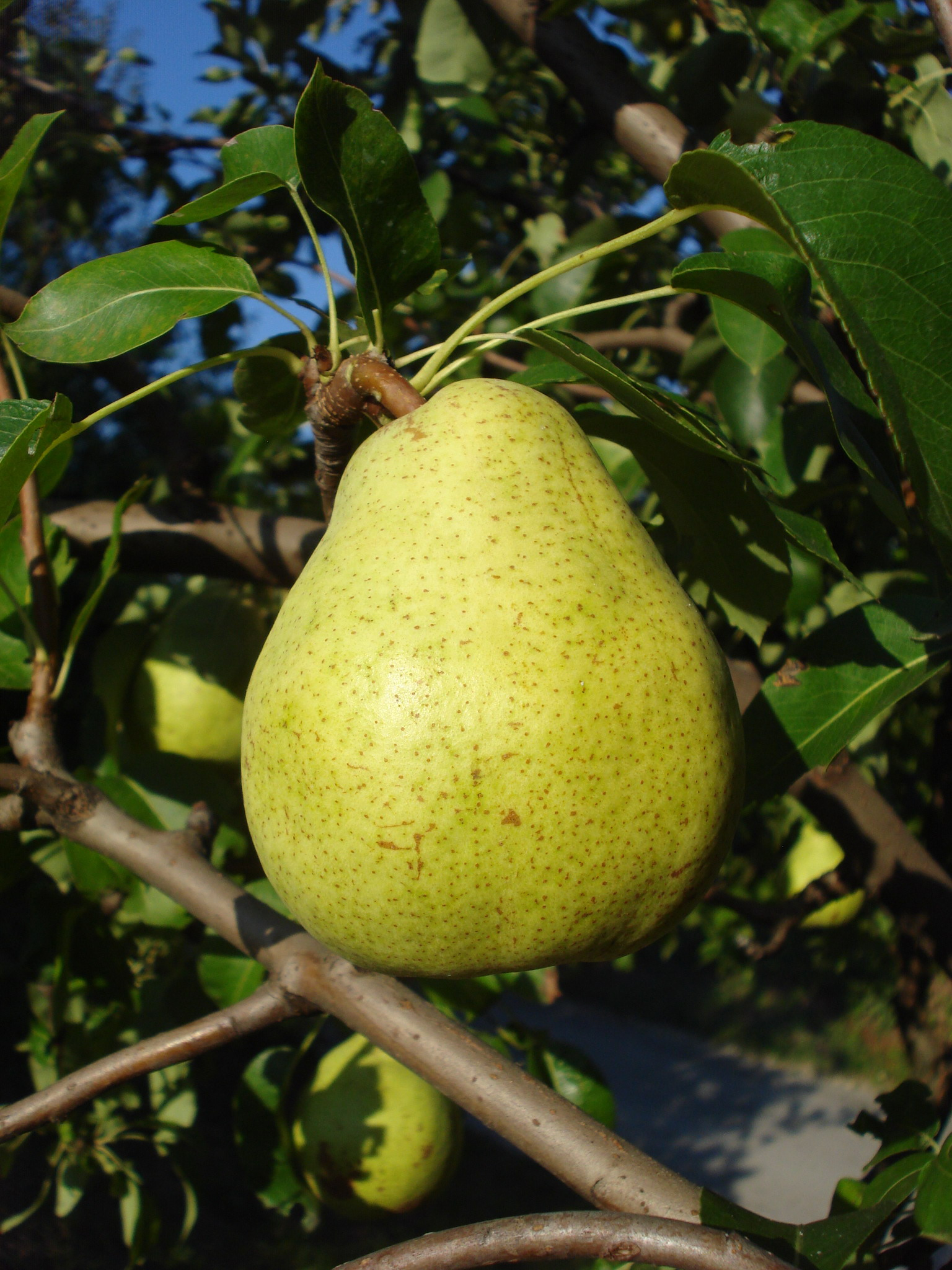
Sorte 'Vereinsdechant' am Baum

Siehe auch Liste der Birnensorten.

## Zwergobst
Sehr beliebt sind Birnen heutzutage auch als Obstzwerge, bei denen normale Tafelsorten auf einer schwachwüchsigen Unterlage veredelt werden, sodass die Endhöhe des Bäumchens unter 1,50 m liegt, dennoch aber eine Ernte von mehreren Kilogramm pro Jahr möglich ist.

## Krankheiten und Schädlinge
- Birnengitterrost (Gymnosporangium sabinae), ein Rostpilz
- Birnenblattsauger (Cacopsylla pyri), ein Blattfloh (Sternorrhyncha: Psyllidae)
- Birnen-Knospenstecher (Anthonomus piri)
- Birnenverfall (ausgelöst durch Phytoplasmen)
- Feuerbrand
- Birnenpockenmilbe (Eriophyes pyri)
- Schwarzfleckenkrankheit
- Birnenschorf (Venturia pyrina)

## Nutzung
Die klimakterischen Früchte sind nur begrenzt lagerfähig und liefern daher vor allem Frischobst. Sie werden auch zu Trockenfrüchten (Kletzen), Sirup (Birnenkraut), Marmelade, Saft und alkoholischen Getränken (Obstbrände) verarbeitet oder in Konserven eingemacht. 
Das schöne und recht schwere, aber wenig beständige Holz findet Verwendung als dauerhaftes und wertvolles Tischlerholz und im Musikinstrumentenbau sowie für Furnier.
Aufgrund der vergleichsweise geringen Zuckerproduktion (Zuckerwert: 0,05–0,30 mg/Tag/Blüte bei 5–48 % Zuckergehalt im Nektar) ist die Birne in Europa imkerlich trotz ihrer Häufigkeit keine maßgebliche Haupttracht.